# Conus zambaensis
Espèce
Conus zambaensis est une espèce fossile de mollusques gastéropodes marins de la famille des Conidae.

## Description
La taille de la coquille atteint 43 mm.

## Distribution
Cette espèce marine d'escargot conique est trouvée comme fossile dans le Néogène de la République dominicaine.

## Taxonomie

### Publication originale
L'espèce Conus zambaensis a été décrite pour la première fois en 2015 par le malacologiste américain Jonathan R. Hendricks (d),.